# Robert Redslob
Pour les articles homonymes, voir Redslob.
Robert Redslob (né le 3 février 1882 à Strasbourg et mort le 6 juin 1962 à Strasbourg) est un spécialiste français de droit constitutionnel et de droit international public. Sa théorie sur le système de gouvernement parlementaire eut une influence considérable quand fut élaborée la Constitution de Weimar.

## Jeunesse
Il appartenait à la bourgeoisie protestante alsacienne : son père, Jules-Auguste Redslob, était pasteur de Saint-Guillaume et son épouse, Gabrielle Blanche Kiener (1889-1975), était la fille d’André Kiener, président de la Chambre de commerce de Colmar et vice-président de la chambre haute du Landtag. Après des études au Gymnase protestant puis aux Facultés de droit de Strasbourg et de Berlin, il devint avocat au barreau de Strasbourg, puis après son doctorat, Privatdocent de cette même Faculté.

## Carrière académique
À en croire Robert Heitz, il était suspect aux yeux des autorités allemandes en tant que francophile bien qu'il prît soin de ne pas les heurter de front, se contentant d'allusions. C'est pourquoi on le retira de la faculté de droit de Strasbourg pour l'envoyer à Rostock où il fit d'ailleurs une brillante carrière, et fut doyen pendant un an. Selon Norbert Olszak, doyen honoraire de la faculté de droit de Strasbourg, et Léon Strauss, professeur émérite d'histoire contemporaine à l'institut d'études politiques de Strasbourg, dans le NDBA, il accepta un appel à Rostock faute d'une autre proposition. Il devint rapidement une autorité en matière de droit constitutionnel mais, s'il ne fut pas inquiété pendant la guerre, il était l'objet d'une certaine méfiance : en 1916, il n'eut pas le droit par exemple de passer Noël en Alsace, et lorsque la chaire de Laband devint vacante on ne la lui accorda pas.
Peu de temps avant la révolution de novembre parut son ouvrage Die parlamentarische Regierung in ihrer wahren und in ihrer unechten Form (Le Gouvernement parlementaire bien compris et mal compris) dans lequel il exposait la théorie selon laquelle un système parlementaire « bien compris » ne pouvait exister que s'il y avait « équilibre » entre l'exécutif et le judiciaire ; il s'agissait au contraire d'un système parlementaire « mal compris », si le pouvoir se trouvait entre les mains du législatif qui contrôlerait alors le pouvoir exécutif ; en cela Redslob voyait du reste une sorte d'absolutisme parlementaire. Un équilibre entre l'exécutif et le judiciaire existerait selon lui si les deux pouvoirs relevaient d'une même origine, c'est-à-dire soit d'un monarque, soit de la souveraineté populaire. Critiquant la forme républicaine de l'État, Redslob voyait dans la monarchie parlementaire la réalisation de cet équilibre idéal. Cette position n'était nullement due à un désir de faire la cour à Guillaume II puisque, après la Deuxième Guerre mondiale, il préconisera le partage de l'Allemagne entre plusieurs monarchies qui se trouveraient confédérées dans un empire confié aux Habsbourg.
Cette théorie influença un grand nombre de politiciens importants à l'époque où fut élaborée la constitution de Weimar. Hugo Preuß, le « père » de la constitution de Weimar, mit en pratique la théorie du parlementarisme de Redslob et déjà, dans ses projets de constitution, il prévoyait deux organes de l'État directement légitimés par le peuple : le Reichstag et le président du Reich, entre lesquels le gouvernement devait assurer la liaison.
Il se hâta de revenir au pays natal à la fin de la guerre, fuyant la révolution, et fut nommé chargé de cours, professeur adjoint, professeur sans chaire et enfin professeur titulaire de la chaire de droit international public à la faculté de droit de Strasbourg. En 1931, alors qu'il était professeur à l'Académie de droit international de La Haye, il introduisit le concept de nationalité en relation avec le droit international.
De 1939 à 1945 il enseigna à l'université de Strasbourg repliée à Clermont-Ferrand. Il revint ensuite à la faculté de droit de Strasbourg dont il fut doyen de 1945 à 1952, étant ainsi le seul professeur à avoir occupé ce même poste à la fois dans une université française et une université allemande.
Robert Redslob est inhumé au cimetière Saint-Gall de Strasbourg (Koenigshoffen).
Robert Redslob était épris des montagnes. Il aimait beaucoup ses Vosges. Il résidait à Strasbourg, au quai Saint Thomas. Il posséda sur le tard, une maison dans la vallée de Celles, à Luvigny (département des Vosges), où il se plaisait après son café, assis sur un banc, dans le jardin, au pied de la fenêtre de son bureau, à lire et à relire quantité de livres et notamment sur le massif vosgien.
Il faisait de grandes randonnées, des heures durant.
A Luvigny, il a reçu sa famille qui y faisait des séjours en été, ses enfants et petits-enfants ainsi que des notables strasbourgeois de ses connaissances.
Il a été longtemps président du  Club vosgien, un organisme qui structure des randonnées, entretient et balise les sentiers de marques fort reconnaissables permettant ainsi aux randonneurs de se promener sans jamais s'égarer.
Son effigie, rappelant au passant combien il appréciait le côté majestueux et calme de ces sites, portrait en bronze cellé dans la roche, domine depuis sa disparition en 1962, l'horizon de la plaine d'Alsace sur le plus haut des sommets vosgiens.

## Œuvres
- Sur les confins de l'Europe et de l'Orient,Nancy, Paris, Strasbourg, Berger-Levrault, éditeurs, 1927
- De l'esprit politique des allemands ; Paris : Librairie de Medicis, 1947. (OCLC 12787037)
- (en) Problem of nationalities ; London, Grotius Society, 1932. (OCLC 43267491)
- Histoire des grands principes du droit des gens depuis l'antiquité jusqu'à la veille de la grande guerre ; Paris, Rousseau et cie, 1923. (OCLC 5199690)
- (de) Völkerrechtliche ideen der französischen revolution ; Tübingen : J.C.B. Mohr (P. Siebeck), 1916. (OCLC 65117227)
- (de) Die Staatstheorien der französischen Nationalversammlung von 1789, Leipzig 1912. (OCLC 10363494)
- (de) Die parlamentarische Regierung in ihrer wahren und in ihrer unechten Form. Eine vergleichende Studie über die Verfassungen von England, Belgien, Ungarn, Schweden und Frankreich, Tübingen 1918. (OCLC 16892372)
- D'r Schlitterhannes,Elsässisches Bauerndrama in zwei Akten, Strassburg, Verlag (Von Eduard van Hauten) 1907.
- Fantômes d'Alsace, Paris, Librairie Fischbacher, 1911.
- Ribeaupierre, Paris, Librairie Fischbacher, 1913.
- Le cuirassier de Reichshoffen, Nancy, Berger-Levrault, 1925.
- De Cravovie à Budapest par les montagnes de Tatra, Nancy, Berger-Levrault, 1925.
- Sur les Confins de l'Europe et de l'Orient, Nancy, Berger-Levrault, 1927.
- À travers la Vieille Serbie, l'Attique et l'Argolide, Paris, Berger-Levrault, 1930.
- Entre la France et l'Allemagne, souvenirs d'un Alsacien, Paris, Plon, 1933.

- Prix Montyon 1935 de l’Académie française.
- Les Vosges pittoresques, Strasbourg, Dernières Nouvelles, 1952.
- Sur les Sentiers des Vosges, Wœrth, Imprimerie et Éditions de Wœrth, 1955.

- Prix Louis-Paul-Miller de l’Académie française.
- À travers les villages d'Alsace, Wœrth, Imprimerie et Éditions de Wœrth, 1956.
- Sous le regard de la Cathédrale, Wœrth, Imprimerie et Éditions Sutter, 1957.
- Sous le regard de la Cathédrale, Wœrth, Imprimerie et Éditions de Wœrth, 1958.
- Alma Mater, Nancy, Berger-Levrault, 1958.
- (de) Bunte Bilder aus dem Elsass, Wœrth, Editions Sutter, 1959.
- (de) Deutsche und Französische Geistigkeit, Constance Athenaion, 1960.
- Châteaux de Souabe, Wœrth, Imprimerie et Éditions de Wœrth, 1961.
- Ce que raconte l'Alsace, Wœrth, Imprimerie et Éditions de Wœrth, 1962.
- (de) Bunte Bilder aus dem Elsass, Wœrth, Imprimerie et Éditions de Wœrth, 1968.